# 泉健太
泉健太（日语：／ Izumi kenta */?，1974年7月29日—）是日本政治家，眾議院議員。出生於北海道。曾於鳩山由紀夫内閣與菅直人内閣擔任内閣府大臣政務官。2021年因枝野幸男在第49屆眾議院議員總選舉之後辭去黨首職務，泉健太於11月30日當選立憲民主黨代表（黨首）。

## 外部鏈接
- 官方網站 （页面存档备份，存于）
- 泉健太 立憲民主党代表 衆議院議員的X（前Twitter）
- 泉ケンタ的Facebook專頁
- Kenta Izumi的Instagram帳戶
- YouTube上的泉健太チャンネル頻道